# Carnaval au Texas
Pour plus de détails, voir Fiche technique et Distribution.
Carnaval au Texas (titre original : Texas Carnival) est un film américain en Technicolor réalisé par Charles Walters, sorti en 1951.

## Synopsis
Dans un carnaval du Texas, l’attraction « Le Tombe-à-l'eau » est tenu par Cornie Quinell et sa partenaire et petite amie, Debbie Telford. Debbie en a assez de cette vie et est sur le point de quitter Cornie. Affamée, elle prie Cornie de lui apporter un sandwich ; en chemin, Cornie croise Dan Sabinas, un éleveur millionnaire, qu'on est en train de plumer à un stand de jeu car il est ivre. Cornie parvient à lui éviter de perdre beaucoup d'argent, appelle un taxi et ordonne au chauffeur d'emmener le millionnaire à son hôtel ; il promet de ramener sa luxueuse voiture. Mais Dan, ivre, demande au taxiste de l'emmener au Mexique, ce que n'a pas entendu Cornie. Le taxiste s'exécute. Cornie et Debbie ramènent la voiture à l'hôtel. Là, le personnel les prend pour Dan Sabinas et sa sœur Marilla. Cornie décide de profiter de la méprise jusqu'au retour du vrai Dan. Il goûte au luxe qui s'offre à lui. Il est attiré par la charmante et exubérante Sunshine Jackson, dont le père est shérif. Quant à Debbie, elle est courtisée par le beau contremaître de Dan, Slim Shelby, lequel sait qu'elle est un imposteur mais feint de l'ignorer. 
Cornie s'attable à une table de poker en ignorant que les fèves qui remplacent les habituels jetons, représentent une forte somme. Il perd 17 000 dollars qu'il ne peut rembourser à moins de gagner une course de chariots bâchés. Debbie est également dans une situation délicate, car la vraie Marilla se méfie d'elle. Le lendemain matin, Dan arrive à l'hôtel avec une gueule de bois mais sobre. Cornie et Debbie veulent tout lui expliquer, mais le grincheux Dan ne se souvient plus du tout de Cornie. Debbie suggère alors de saouler à nouveau le milliardaire. Mais, ce faisant,  Cornie devient lui-même bien éméché. C'est dans cet état qu'il doit conduire son chariot bâché dans la course. Il parvient néanmoins à gagner la course malgré toutes les difficultés. Quelque temps après, Cornie et Debbie sont de retour à leur stand de foire infructueux. C'est alors qu'arrivent Slim et Sunshine, et chacun embrasse joyeusement sa chacune.

## Fiche technique
- Titre : Carnaval au Texas
- Titre original : Texas Carnival
- Réalisation : Charles Walters
- Production : Jack Cummings
- Société de production : MGM
- Scénario : Dorothy Kingsley d'après une histoire de Dorothy Kingsley et George Wells
- Directeur musical : David Rose
- Chorégraphie : Hermes Pan
- Photographie : Robert H. Planck
- Montage : Adrienne Fazan
- Direction artistique : William Ferrari et Cedric Gibbons
- Costumes : Helen Rose
- Société de production : Metro-Goldwyn-Mayer
- Société de distribution : Loew's, Inc.
- Pays de production :  États-Unis
- Langue d'origine : anglais américain
- Format : couleur (Technicolor) — pellicule : 35 mm — image : 1,37:1 — son : mono (Western Electric Sound System)
- Genre : film musical et comédie romantique
- Durée : 77 minutes
- Dates de sortie : 
  - États-Unis : 5 octobre 1951
  - France : 19 décembre 1952

## Distribution
- Esther Williams : Debbie Telford
- Red Skelton : Cornie Quinell
- Howard Keel : Slim Shelby
- Ann Miller : Sunshine Jackson
- Paula Raymond : Marilla Sabinas
- Keenan Wynn : Dan Sabinas
- Tom Tully : le shérif Jackson
- Glenn Strange : Tex Hodgkins